# Самиха Халил
Самиха Халил (арап. سميحة خليل; 1923 — 26. фебруар 1999) је била палестинска добротворка и политичка активисткиња. 

## Биографија
Рођена је 1923. године у Анабти, чији је градоначелник био њен отац. Напустила је средњу школу са седамнаест година да би се удала за Саламеха Калила. Након арапско–израелског рата 1948. су се преселили у Газу где су добили петоро деце, а 1964. се вратила школовању и дипломирала. Године 1965. је постала позната јавности оснивањем друштва In'aash al-Usra у својој гаражи које је убрзо постало највеће и најефикасније палестинско удружење за добробит. Године 1973. је постала прва и једина жена чланица Комитета Националног фронта, као и Националног комитета за вођење у који је изабрана 1979. Током 1980-их је била члан Демократског фронта за ослобођење Палестине који су израелске одбрамбене снаге шест пута затварале. Двоје њене деце је депортовано из Израела, а осталим троје који су у то време била ван земље је био забрањен поновни улазак. Убрзо је и сама ухапшена. Године 1996. се кандидовала за председника Палестинске народне самоуправе изгубивши од Јасера Арафата освојивши 11,5% гласова. Све до своје смрти је остала активни члан политичке сцене и Палестинског националног већа. Преминула је 26. фебруара 1999. у Рамали.